# Joan Plumé i Bosch
Joan Plumé i Bosch (Barcelona, 1889 - L'Ametlla del Vallès, 2 de septiembre de 1950) fue un agricultor y primer alcalde de La Ametlla elegido por sufragio universal (1933-34 y 1936-39).

## Biografía
Nació en Barcelona, y fue adoptado por una pareja de agricultores de L'Ametlla que no tenían hijos. Creció en Can Remissa, la casa de payés de sus padres, donde aprendió todo lo que debía saber sobre la tierra. Asistió al colegio de L'Ametlla y allí recibió la educación básica. Más tarde se dedicó a la agricultura, primero en los campos de su familia, y posteriormente como aparcero de una masía llamada Ca n'Anglada. Se casó con Mercè Puig i Cariteu, con la que tuvo seis hijos. 

## Actividad cultural
Interesado por la vida cultural del pueblo que, de la mano del entonces alcalde Sebastià Bassa, se estaba impulsando, fue actor, promotor y director de escena del primer grupo escénico que llevó el teatro a L'Ametlla. En 1911 formó parte de la primera junta directiva del Centre Recreatiu de l'Ametlla (Centro Recreativo de L'Ametlla, que tenía coro, grupo de teatro y una sección de fiestas) y tenía siempre presencia activa en la organización de las fiestas locales.
En 1926 participó en la fundación de la entidad Amics del Llibre (Amigos del Libro), que nació con la intención de difundir el amor por la cultura, reivindicar el catalanismo y crear un nuevo espacio de participación cívica. La entidad creó la primera Biblioteca Pública del pueblo, y contaba con una sección de Teatro y otra Cultural, que organizaba exposiciones, conferencias, excursiones, etc. También el Club de Fútbol L'Ametlla se  constituyó como una sección de la asociación, y Plumé fue presidente del mismo (1930-33).

## Actividad política
En 1933 presidió la comisión gestora nombrada por la Generalitat para ponerse al frente del municipio.
En enero de 1934 se celebraron elecciones municipales, que ganó Plumé al frente de la candidatura de ERC. En octubre del mismo año, y a raíz de la proclamación del Estado Catalán de 1934, fueron destituidos los ayuntamientos escogidos democráticamente y fueron nombrados nuevos consistorios por orden gubernativa. Tras las elecciones generales de España de 1936 y el triunfo del Frente Popular, el nuevo gobierno ordenó la restitución de los consistorios elegidos en 1934. Así comenzó el segundo mandato de Plumé, que duraría hasta casi el final de la guerra.
Durante la guerra civil española, Plumé y su consistorio lograron que no hubiera represalias izquierdistas ni contra la Iglesia ni contra sus conciudadanos acusados de ser de derechas. Con ese fin el Consejo Municipal, dirigido por Plumé, creó el Sindicat Agricola i Cooperatiu de I'Ametlla del Valles (Sindicato Agrícola y Cooperativo de L'Ametlla del Vallès) y nombró la iglesia del pueblo como su almacén, para evitar los saqueos. De este modo, y hasta enero de 1939, lograrán dos objetivos: impedir la destrucción de patrimonio y, en régimen de cooperativa, suministrar a los habitantes del pueblo desde pienso para los animales hasta harina alimentaria o semillas. En cuanto al cura del pueblo, pasó toda la guerra alojado en casa de un familiar directo de Plumé, para garantizar su seguridad.
El 26 de enero de 1939 las tropas franquistas entraron en Granollers y Plumé, con su quinta llamada a filas y al ver lo comprometido de la situación, decide esconderse y esperar el fin de la guerra. El 1 de febrero el nuevo régimen franquista se impuso en L'Ametlla. Tras esperar un tiempo prudencial, y al no tener delitos de sangre, Plumé regresó a su pueblo, pero el 5 de junio fue detenido por la Guardia Civil, denunciado por un vecino  en virtud de la Ley de Responsabilidades Políticas. Fue condenado a 20 años de reclusión. Pasó dos años en la Cárcel Modelo de Barcelona, y cuando salió eataba muy mermado, tanto física como moralmente. Regresó a L'Ametlla a continuar con su vida de agricultor, pero el sábado 2 de setiembre de 1950, y mientras vendía sus verduras en la Plaza Mayor de Vic, sufrió un infarto mortal.